# Fällträsket (Älvsby socken, Norrbotten)
Fällträsket är en sjö i Älvsbyns kommun i Norrbotten och ingår i Piteälvens huvudavrinningsområde.